# Polyodontes sibogae
Polyodontes sibogae är en ringmaskart som beskrevs av Horst 1917. Polyodontes sibogae ingår i släktet Polyodontes och familjen Acoetidae. Inga underarter finns listade i Catalogue of Life.